# Мейра Кумар
Мейра Кумар (англ. Meira Kumar, гінді मीरा कुमार; нар.. 31 березня 1945; Патна, Біхар, Британська Індія) — індійська державна і політична діячка, депутатка Лок Сабха п'яти скликань, кандидат у Президенти Індії на виборах 2017 року, адвокат та колишня дипломатка. Перша в історії жінка-спікерка Лок Сабха (2009—2014). В 2004—2009 рр. — міністр соціальної справедливості і повноважень Індії. Член партії Індійський національний конгрес.

## Біографія

### Ранні роки
Мейра Кумар народилася 31 березня 1945 року в окрузі Патна, Біхар. Її батько, Джагджіван Рам був індійським політиком, майбутнім заступником прем'єр-міністра Індії, а мати, Індрані Деві, — борцем за визволення Індії. Отримала вчені ступені бакалавра і магістра права в Делійському університеті.

### Дипломатична кар'єра
У 1973 році розпочала кар'єру дипломата, поступивши на роботу в Індійську дипломатичну службу. Працювала співробітницею посольства Індії в Іспанії (1976—1977), Великій Британії (1977—1979) і на Маврикії. У 1980—1985 рр. Мейра Кумар працювала в Міністерстві закордонних справ Індії.

### Політична кар'єра
У 1984 році вона розпочала політичну кар'єру. Була обрана в Лок Сабха VIII скликання від виборчого округу Біджнор в Уттар-Прадеш, зумівши випередити таких відомих далітських лідерів, як Рам Віласом Пасван та Маяваті. В 1996—1997 рр. була депутатом Лок Сабха XI скликання, а в 1998—1999 рр. — Лок Сабха XII скликання. Обидва рази була обрана від виборчого округу Карол-Багх в Делі. У 1999 році програла вибори кандидату від Бхаратія джаната парті. У 2004 році була обрана до Лок Сабха XIV скликання від виборчого округу Сасарам в Біхарі, звідки раніше обирався її батько. У 2009 році від того ж виборчого округу була обрана до Лок Сабха XV скликання.
У 2004—2009 рр. Мейра Кумар обіймала посаду міністра соціальної справедливості і повноважень Індії. У 2009 році була призначена на посаду міністра водних ресурсів. Через три дні, будучи обраною на посаду спікера Лок Сабха, склала з себе міністерські повноваження.
Мейра Кумар була спільним кандидатом у президенти від провідних опозиційних партій на президентських виборах 2017 року. Однак вона програла їх представнику НДА Рам Натх Ковінду. У той же час здобула рекорд, отримавши найбільшу кількість голосів кандидатом, який програв (367 314 голосів виборців).

## Особисте життя
Мейра Кумар одружена з Манджул Кумаром, адвокатом Верховного суду Індії. Вона мати трьох дітей. Захоплюється стрільбою з гвинтівки.